# Karel Baláček
Karel Baláček (5. října 1945 Dobruška – 20. dubna 2025 Dobruška) byl průkopník skibobového sportu a dlouholetý trenér dobrušského Skibob klubu.
V roce 1966 spoluzakládal oddíl skibobistů při TJ Spartak Dobruška, tehdy teprve třetí v republice po SK Ještěd Liberec a TJ Komex Praha. Rozmach mladého zimního sportu nastal jeho oficiálním uznáním v roce 1968. Od samého počátku byl oddíl velmi aktivní a bylo mu svěřeno pořádání prvního i druhého Mistrovství ČSSR (1969 a 1970).
Členem oddílu (od roku 2003 samostatného Skibob klubu Dobruška) byl do poslední chvíle. Nejprve jako závodník, později jako trenér a dlouholetý předseda.
Za svoji činnost pro skibobový sport byl několikrát oceněn, a to jak městem Dobruška, Okresním výborem ČUS Rychnov nad Kněžnou i Krajským výborem ČUS Královéhradeckého kraje.